# Heliocontia lepus
Heliocontia lepus là một loài bướm đêm trong họ Noctuidae.